# Ungdomseuropamästerskapen i friidrott 2018
Ungdomseuropamästerskapen i friidrott 2018 anordnades i Győr i Ungern den 12-15 juli 2018. Tävlingen var den andra upplagan av Ungdomseuropamästerskapen i friidrott. Tävlingen var öppen för friidrottare mellan 15 och 17 år.